# Bracon extasus
Bracon extasus är en stekelart som beskrevs av Papp 1990. Bracon extasus ingår i släktet Bracon och familjen bracksteklar. Inga underarter finns listade.